# استیجکوچ (نوادا)
استیجکوچ، نوادا (به انگلیسی: Stagecoach, Nevada) یک سکونتگاه مسکونی در ایالات متحده آمریکا است که در شهرستان لایون، نوادا واقع شده‌است.

## خصوصیات
استیجکوچ ۲۱٫۶ کیلومترمربع مساحت و ۱٬۸۷۴ نفر جمعیت دارد و ۱٬۳۲۴٫۹۸ متر بالاتر از سطح دریا واقع شده‌است.